# Pierre Lorin
Pour les articles homonymes, voir Lorin.
Pierre Michel Armand François Lorin (né le 21 octobre 1910 dans le 15e arrondissement de Paris, mort le 16 mars 1970 à Milon-la-Chapelle) est un joueur professionnel français de hockey sur glace.

## Carrière
Élève de l'École centrale Paris, dont il est diplômé en 1935, il fait partie de l'équipe de l'école qui devient le Central Hockey Club en 1933 et participe au championnat de France. Il intègre ensuite les Diables de France et les Français volants de Paris et en 1935 le Stade français puis en 1936 revient chez les Français volants, puis les Diables dont il est le capitaine. Il est entraîneur-joueur du Club des Sports de Glace de Paris qu'il cofonde avec Claude Desouches pendant la Seconde Guerre mondiale et après.
Pierre Lorin fait partie de l'équipe de France aux Jeux olympiques de 1936 à Garmisch-Partenkirchen,,. Il participe au championnat du monde en 1935 et 1937. Il représente aussi la France lors des Universiades d'hiver 1933 et 1937, il est capitaine de l'équipe de hockey sur glace en 1937.